# Герб Сорокиного
Герб Сорокиного — офіційний символ міста Сорокине, районного центру Луганської області. Герб міста було затверджено рішенням Краснодонского міської ради 16 лютого 1999 року.
Автор герба міста Сорокине — художник Шпирко Ю. П.

## Опис
Герб Сорокиного являє собою форму п'ятикутника, нижні кути якого округлені і додають йому форму щита. У темно-бордового кольору главі герба, відділеній жовтою лінією, напис жовтого кольору «КРАСНОДОН».
Нижче плашки поле герба поділяється на дві рівні частини вертикальною лінією, ніби підкреслюючи два важливих етапи в житті міста.
Ліва частина герба – стилізоване зображення пам'ятника «Клятва» золотаво-жовтого кольору на червоному тилу — символ героїчного літопису Краснодона в роки Великої Вітчизняної війни, безсмертного подвигу молодогвардійців.
Права частина герба — сьогодення трудового міста — умовно розділена горизонтальною лінією на дві частини. У центрі верхньої частини в колі чорного кольору розташована золотаво-жовта емблема вугільної промисловості — основного напрямку економіки міста — два схрещених молотки. Навколо емблеми — стилізовані зображення підприємств міста — шахта, будівництво, збагачувальна фабрика. Усі вони виконані в півтонах жовтого кольору на блакитному тилі.
У нижній частині правої половини герба на жовтому тилі зображена шестірня чорного кольору — символ машинобудування, що розвивається у Сорокиному.
Колірне вирішення правої половини герба характеризує державну належність міста.
По периметру герба виконана тонка окантовка золотавого кольору.